# Amomum nimkeyense
Amomum nimkeyense ist eine Pflanzenart aus der Gattung Amomum innerhalb der Familie der Ingwergewächse (Zingiberaceae). Sie kommt im nordöstlichen Indien vor.

## Beschreibung

### Vegetative Merkmale
Amomum nimkeyense wächst als ausdauernde, krautige Pflanze, die Wuchshöhen von 1,5 bis 2 Metern erreichen kann. Die eiförmigen Rhizome bilden keine Ausläufer, werden 5 bis 6 Zentimeter lang und 5 bis 7 Zentimeter dick, sind innen in der Mitte elfenbeinfarben und an den Rändern blass rosafarben gefärbt. Außen sind die Rhizome mit papierartigen und flaumig behaarten Schuppen bedeckt. Von jedem Rhizom gehen mehrere büschelartig angeordnete Sprossachsen ab. An der Basis haben die Stängel rötlich braune, außen flaumig behaarte Blattscheiden mit kahlen, membranartigen Rändern. Die dicken und zweifach gelappten Blatthäutchen sind außen dicht flaumig behaart und werden 0,8 bis 0,9 Zentimeter lang; ihr oberes Ende ist abgerundet.
Jeder Stängel besitzt fünf bis sieben Laubblätter. Die Laubblätter sind in Blattstiel und Blattspreite gegliedert. Der blassgrüne Blattstiel ist 2 bis 9 Zentimeter lang und flaumig behaart. Die einfache Blattspreite ist bei einer Länge von 31 bis 60 Zentimetern und einer Breite von 16 bis 27 Zentimetern eiförmig bis linealisch-verkehrt-eiförmig mit spitzer bis keilförmiger Blattbasis und spitzem bis zugespitztem oberen Ende. Die dunkelgrüne Blattoberseite ist kahl während die blassgrüne Blattunterseite dicht mit flaumigen Haaren besetzt ist. Die Blätter weisen an der Oberseite eine auffällige Blattnervatur auf. Die Blattränder sind etwas gewellt und die Mittelrippe ist an der Blattunterseite dicht behaart.

### Generative Merkmale
Die Blütezeit sowie die Fruchtreife von Amomum nimkeyense umfasst die Monate Mai bis September. Unterirdisch an der Basis der Stängel, direkt aus dem Rhizom entwickelt sich auf einem 4 bis 5 Zentimeter langen Blütenstandsschaft ein Blütenstand, der insgesamt 9 bis 10 Zentimeter lang ist und in dem die zwei Blüten zusammen stehen. Die äußeren, an der Basis rötlichen und in der Mitte goldenbraunen, außen flaumig behaarten und membranartigen Deckblätter sind bei einer Länge von 1 bis 2,5 Zentimetern sowie einer Breite von 1 bis 2 Zentimetern eiförmig mit spitzen, etwa 2 Millimeter langen oberen Ende und flaumig behaarten Rändern. Die inneren Deckblätter gleichem im Aussehen den äußeren, sind mit einer Länge von etwa 3,8 Zentimetern und einer Breite von rund 2 Zentimetern aber größer und haben ein etwa 4 Millimeter langes oberes Ende. Jedes der Deckblätter trägt eine Einzelblüte. Die blass gelblich-braunen und mit einem roten Band versehenen, außen flaumig behaarten Vorblätter sind bei einer Länge von 3 bis 3,5 Zentimetern und einer Breite von 1,3 bis 1,5 Zentimetern länglich geformt mit einem rund 2 Millimeter langen oberen Ende.
Die zwittrigen, gelben Blüten sind bei einer Länge von 5,5 bis 6 Zentimetern zygomorph und dreizählig mit doppelten Perianth. Die drei außen flaumig behaarten, membranartigen, weißen und rosaroten gesprenkelten Kelchblätter sind 3,4 bis 3,5 Zentimeter lang sowie 1,5 bis 1,7 Zentimeter breit. Alle Kelchblätter haben am oberen Ende einen hornartigen Ansatz der bis zu 0,7 Zentimeter lang sein kann. Die weißen und rosarot gesprenkelten Kronblätter sind zu einer 2,8 bis 3 Zentimeter langen und 0,5 bis 0,6 Zentimeter breiten, an der Außenseite flaumig behaarten Kronröhre verwachsen, die in drei Kronlappen endet. Der kahle und cremefarbene mittlere Kronlappen ist bei einer Länge von 3,3 bis 3,5 Zentimetern sowie einer Breite von 0,9 bis 1,1 Zentimetern länglich mit kapuzenartig gefalteten und 0,6 bis 0,7 Zentimeter langen oberen Ende sowie flaumig behaarten Rändern. Die beiden flaumig behaarten seitlichen Kronlappen sind bei einer Länge von 3 bis 3,3 Zentimetern sowie einer Breite von 0,6 bis 0,7 Zentimetern etwas schmäler, lanzettlich geformt, haben einen behaarten Rand sowie eine gerundete Spitze. Nur das mittlere der 2,3 bis 2,5 Zentimeter langen Staubblätter des inneren Kreises ist fertil; es besitzt einen 0,8 bis 0,9 Zentimeter langen und etwa 0,35 Zentimeter breiten, kahlen, weißen Staubfaden. Die zwei cremeweißen Hälften des an der Basis und an der Spitze unbehaarten Staubbeutels sind bei einer Länge von 1,1 bis 1,2 Zentimetern länglich geformt. Die Staminodien des inneren Kreises sind zu einem verkehrt-eiförmigen, cremefarbenen Labellum mit dunkelgelber Mitte und rosafarbener Basis verwachsen, welches 2,8 bis 3 Zentimeter lang und 2,2 bis 2,4 Zentimeter breit ist. Das Labellum ist an der Basis der Innenseite flaumig behaart und hat einen fein gekerbten Rand. Die seitlichen Staminodien fehlen. Drei Fruchtblätter sind zu einem dreikammerigen, außen kahlen und bei einer Länge von 0,5 bis 0,6 Zentimetern sowie einem Durchmesser von 0,6 bis 0,7 Zentimetern kugelförmigen Fruchtknoten verwachsen. Jede Fruchtknotenkammer enthält zahlreiche Samenanlagen. Der etwa 5,4 Zentimeter lange Griffel ist kahl. Die weiße Narbe ist bei einem Durchmesser von etwa 1 Millimeter annähernd kugelförmig.
In jedem Fruchtstand können sich ein bis zwei Kapselfrüchte befinden. Die Kapselfrüchte sind bei einer Länge von 1,8 bis 2 Zentimetern sowie einem Durchmesser von 1,4 bis 1,5 Zentimetern eiförmig, mit einer kahlen Oberfläche und ist am oberen Ende etwas geflügelt. Die Kapselfrucht enthält viele Samen.

## Vorkommen
Das natürliche Verbreitungsgebiet von Amomum nimkeyense liegt nur in dem im nordöstlichen Indien gelegenen Bundesstaat Arunachal Pradesh. Soweit bisher bekannt umfasst es dort das im Distrikt Lohit bei Tidding gelegene Tal des Lohit, wo sie an feuchten Hanglagen wächst. Zu den vergesellschafteten Pflanzenarten gehören unter anderem Impatiens citrina und Impatiens siculifer sowie verschiedene Arten von Elatostema spec., den Schattenblumen (Maianthemum spec.) und Pollia spec.

## Taxonomie
Die Erstbeschreibung als Amomum nimkeyense erfolgte 2018 durch Mamiyil Sabu, Vadakkoot Sankaran Hareesh, Tatum Mibang und Arup Kumar Das in Phytotaxa, Band 340, Nummer 2, Seite 197. Das Artepitheton nimkeyense leitet sich von Nimke, einem heiligen Ort für die Mitglieder des im Distrikt Lohit heimischen Miju-Mishmi-Stammes ab.